# Храм Воскресения Словущего (Долбёнкино)
Храм Воскресе́ния Слову́щего (Це́рковь Обновле́ния хра́ма Воскресе́ния Госпо́дня в Иерусали́ме) — православный храм в селе Долбёнкино Дмитровского района Орловской области. Памятник архитектуры и градостроительства регионального значения.

## История
Церковь, освящённая в честь Обновления храма Воскресения Господня в Иерусалиме, известна в Долбёнкино с 1600 года. Первоначально она была небольшая и деревянная. В 1781 году было возведено новое деревянное здание храма. Иконостас этой церкви был поставлен только в 1784 году. В 1804—1805 годах на средства помещика Долбенкина, князя Якова Ивановича Лобанова-Ростовского, было построено каменное здание. Строительство было завершено в мае 1805 года. Эта церковь была небольшая, маловместительная и холодная.
В 1865 году в храме служил протоиерей Василий Медведев. В том же году он был избран сельским благочинным 3-го участка Дмитровского благочиния. В том же году рукоположен в диакона Васильевского храма села Брасово Севского уезда студент орловской семинарии Георгий Славский, впредь до рукоположения его в священника Воскресенского храма села Долбенкина на место протоиерея В. Медведева.
К приходу храма, помимо жителей Долбенкина, было приписано население соседних деревень — Погарища, Трубичена и Чернякова. В 1877 году деревня Черняково была передана в приход Покровского храма села Разветье.
1897—1898 годах на средства нового владельца имения в Долбенкино, великого князя Сергея Александровича, здание храма было расширено и капитально отремонтировано, сделано тёплым. В Воскресенском храме хранилась древняя икона святителя Тихона Амафунтского. Эта икона чтилась и в окрестностях Долбенкина, ежегодно 16 июня с ней совершался крестный ход для освящения воды на колодезь, находящийся в 5 верстах от церкви, за деревней Погарище. В этот день издревле при церкви был небольшой базар, а с 1898 года открыта ярмарка. В октябре 1902 года священник Воскресенского храма Александр Ильинский был назначен благочинным 3-го округа Дмитровского уезда. По данным 1903 года в приходе храма числилось 1190 душ мужского пола.
Приходской совет храма в 1907 году собрал 134 рубля на устройство киота для чтимой иконы Божией Матери, 18 рублей раздал бедным, выписывал и раздавал народу листки о вреде пьянства, к концу года создал общество трезвости при 10-ти членном составе.
На 1 января 1914 года в приходе храма числилось 2733 человека, на 1 января 1916 года — 2747 человек.
Храм действовал до 1929 года; тогда с него сорвали купола, разбили иконы, разграбили утварь и все церковное имущество. Священник Фёдор, служивший в храме, с супругой Софией и большим семейством был выселен из своего дома и увезён в город Орёл. В советское время церковь пытались превратить в клуб, но когда захотели показать в нём кино, переделав алтарную перегородку в экран, из пробитой стены под кинобудкой, как раз у фрески Архангела Михаила, засверкали огненные искры и посыпались на кинозрителей. В клуб после этого побоялись ходить даже самые отчаянные, здание храма определили под зернохранилище. Метрические книги храма не сохранились.

### Новое время
В 1989 году началось восстановление храма. На средства прихожан и благотворителей были поставлены купола, повешены колокола, обустроен алтарь, отремонтированы полы, стены, окна. В 1992 году по благословению архиепископа Орловского и Ливенского Паисия местные верующие открыли церковь, был заново освящён престол. В 1993 году зданию церкви был присвоен статус памятника архитектуры и градостроительства регионального значения. Церковь частично реставрирована, однако утрачены венчающий барабан и верхний ярус колокольни.
13 июня 2010 года Архиепископ Орловский и Ливенский Пантелеимон совершил божественную литургию в храме Воскресения Словущего, на которой присутствовали послушницы и настоятельница женского монастыря, паломники из города Орла, Московской и Курской областей.
В настоящее время церковь является действующей. По воскресеньям и большим церковным праздникам в ней проводятся богослужения.

## Архитектура
Храм расположен в юго-восточной части села на крутом холме, под которым расположена пойма реки Речицы. Здание церкви ориентировано по линии «запад—восток». Храм построен в стиле классицизм, в плане крестообразный, относится к типу «корабль».

## Причт и старосты храма

### Священники
- Василий Медведев (до 1865 — ?)
- Александр Ильинский (до 1902 — ?)
- Фёдор (? — 1929)
- К. Соколов (2007)

### Диаконы
- Сергей Покровский (? — 16 октября 1903 года[10])